# Survivor (album de Destiny's Child)
Pour les articles homonymes, voir Survivor.
Albums de Destiny's Child
The Writing's on the Wall
(1999) 8 Days of Christmas
(2001)
Survivor est le troisième album studio du groupe américain de R&B Destiny's Child.
Il est sorti aux États-Unis le 1er mai 2001. Il s'est vendu à plus de 15 millions d'exemplaires à travers le monde.

## Pistes: Édition Internationale
Cat. number: Europe COL 501783 2, Australia 501703 2
| No  | Titre                                                             | Auteur                                                            | Producer(s)                                                         | Durée |
| --- | ----------------------------------------------------------------- | ----------------------------------------------------------------- | ------------------------------------------------------------------- | ----- |
| 1.  | Independent Women Part I                                          | B. Knowles, S. Barnes, C. Rooney, J. C. Olivie                    | Beyoncé Knowles, Poke and Tone, Cory Rooney                         | 3:42  |
| 2.  | Survivor (includes "Bootylicious" prelude)                        | B. Knowles, A. Dent, M. Knowles                                   | Beyoncé Knowles, Anthony Dent                                       | 4:14  |
| 3.  | Bootylicious                                                      | B. Knowles, R. Fusari, F. Moore, S. Nicks                         | Beyoncé Knowles, Rob Fusari, Falonte Moore                          | 3:28  |
| 4.  | Nasty Girl                                                        | B. Knowles, A. Dent, M. Bassi N. Hacket                           | Beyoncé Knowles, Anthony Dent                                       | 4:18  |
| 5.  | Fancy                                                             | B. Knowles, D. Wiggins, J. Rotem                                  | Beyoncé Knowles, Dwayne Wiggins                                     | 4:13  |
| 6.  | Apple Pie à la Mode                                               | B. Knowles, R. Fusari, F. Moore                                   | Beyoncé Knowles, Rob Fusari, Falonte Moore                          | 2:59  |
| 7.  | Sexy Daddy                                                        | B. Knowles, D. Elliott                                            | Beyoncé Knowles, Damon Elliott                                      | 4:07  |
| 8.  | Perfect Man                                                       | B. Knowles, R. Stewart, E. Seats                                  | Rapture Stewart, Eric Seats                                         | 3:41  |
| 9.  | Independent Women Part II                                         | B. Knowles, R. Stewart, E. Seats, F. Comstock, D. Donaldson       |                                                                     | 3:46  |
| 10. | Happy Face                                                        | R. Fusari, C. Gaines, B. Knowles, B. Lee, F. Moore                | Beyoncé Knowles, Rob Fusari, Calvin Gaines, Bill Lee, Falonte Moore | 4:20  |
| 11. | Dance With Me                                                     | B. Knowles, C. Schack, K. Karlin                                  | Beyoncé Knowles, Soulshock & Karlin                                 | 3:43  |
| 12. | My Heart Still Beats (feat. Beyoncé) (includes "Emotion" prelude) | B. Knowles, W. Afanasieff                                         | Walter Afanasieff, Beyoncé Knowles                                  | 4:08  |
| 13. | Emotion (en)                                                      | B. Gibb, R. Gibb                                                  | Beyoncé Knowles, Mark Fiest, Matthew Knowles                        | 3:56  |
| 14. | Brown Eyes                                                        | B. Knowles, W. Afanasieff                                         | Walter Afanasieff, Beyoncé Knowles                                  | 3:25  |
| 15. | Dangerously in Love (includes "The Story of Beauty" prelude)      | B. Knowles, E, McCalla Jr                                         | Beyoncé Knowles, Errol "Poppi" McCalla Jr.                          | 4:53  |
| 16. | The Story of Beauty                                               | B. Knowles, K. Fambro                                             | Beyoncé Knowles, Ken "K-Fam" Fambro                                 | 3:32  |
| 17. | Gospel Medley (Dedicated to Andretta Tillman)                     | B. Knowles, K. Franklin, R. Smallwood                             | Beyoncé Knowles                                                     | 3:25  |
| 18. | Outro (DC-3) Thank You                                            | B. Knowles, K. Rowland, M. Williams, R. Fusari, B. Lee, C. Gaines | Beyoncé Knowles, Rob Fusari, Bill Lee, Calvin Gaines                | 4:03  |

### Titres Bonus
- "Perfect Man" (Int. bonus track)
- "Dance with Me" (Int. bonus track/K-Mart exclusive bonus track)
- "My Heart Still Beats" (feat. Beyoncé - Int. bonus track)
- "Survivor" (Maurice's Radio Mix - Japan only bonus track)